# سافران
سافران إس إيه (Safran S.A.) هي شركة فرنسية متعددة الجنسيات وتصنع محركات الطائرات والصواريخ , مكون الفضاء و أمن الشركات، تم تشكيلها من قبل اندماج بين الشركة المصنعة للمحركات الطائرات والصواريخ والفضاء جزء من مجموعة سنيكما وشركة الأمن ساجيم ,ويقع المقر الرئيسي لها في باريس.